# Jan Jacobszoon May van Schellinkhout
Jan Jacobszoon May van Schellinkhout, fl. 1611–1623, var en nederländsk sjökapten och upptäcktsresande. Han är mest känd för att vara den första att med säkerhet upptäcka Jan Mayen 1614. 
May föddes i den nederländska orten Schellinkhout, sydöst om Hoorn. Han var bror till Cornelis Jabobsz May, Nya Nederländernas första guvernör. Bröderna var också kusiner till Jan Cornelisz May, som ledde flera expeditioner till nordostpassagen och genomförde en världsomsegling.

## Utforskning av Jan Mayen

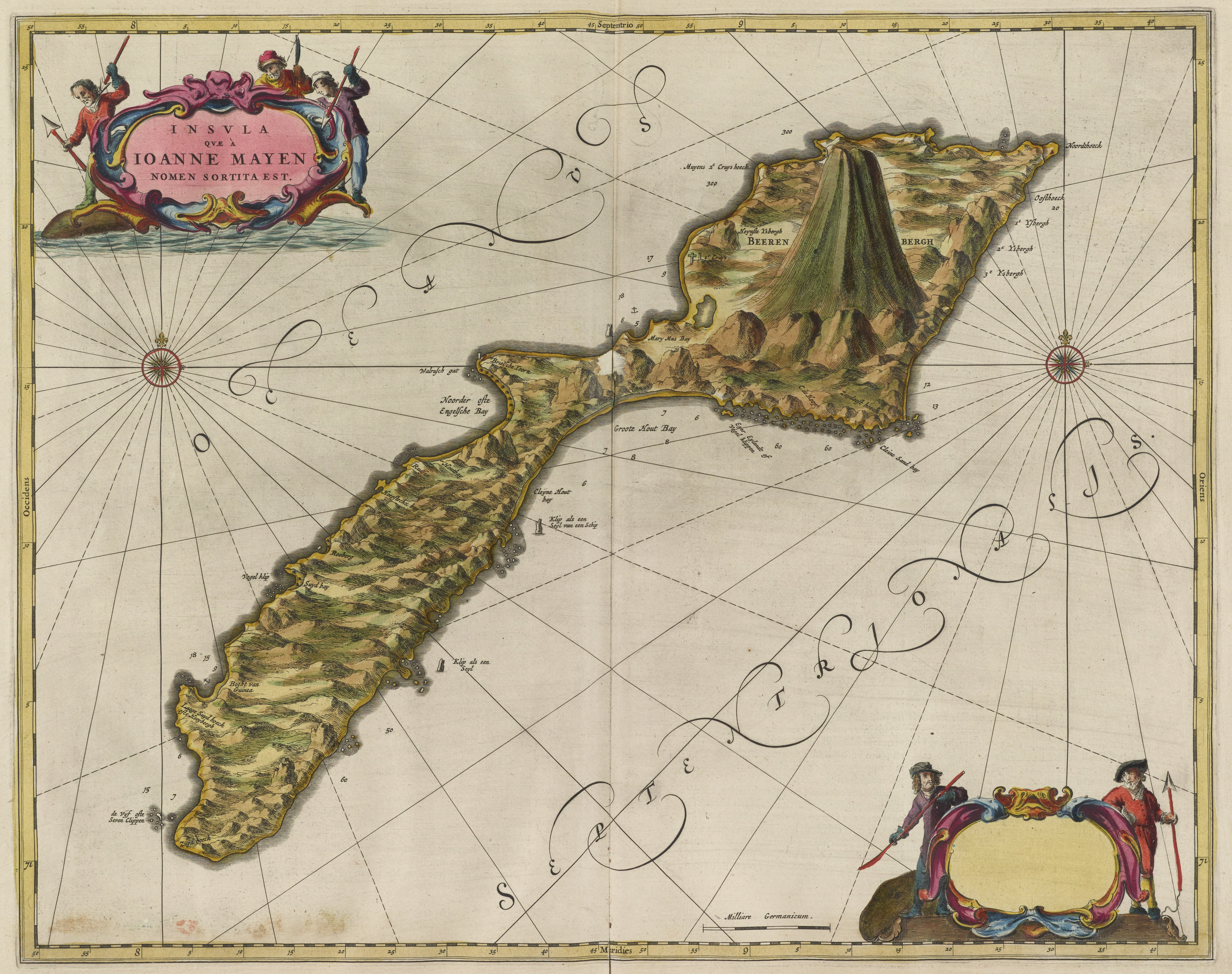
Joan Blaeus karta över Jan Mayen.

Jan Jacobszoon May är mest känd för att ha gett namn åt den arktiska ön Jan Mayen. Som en del av en expedition för Noordsche Compagnie (Grönlandskompaniet) besökte han ön i juli 1614. Kartografen Joris Carolus var ombord och ritade en karta över Jan Mayen. På denna karta gav han en av uddarna namnet "Jan Meys Hoeck" och 1620 flyttade Willem Blaeu namnet så att den nu syftade på hela ön.
Det finns tvivel kring Mays upptäckt av Jan Mayen. Det tros att två andra nederländska kaptener, Jan Jansz Kerckhoff och Fopp Gerritsz, upptäckte ön en vecka eller två före May. Båda kaptenerna höll dock sina upptäckter hemliga, troligen så att kompaniet kunde nyttja ön utan att avslöja dess läge för sina konkurrenter. Noordsche Compagnie använde ön som en bas för valfångst de kommande 35 åren.

## Senare liv
Efter sin upptäckt av Jan Mayen omnämns May som kapten för ett nederländskt krigsskepp 1623. År 1622 köpte han ett franskt skepp. 
Jan Jacobszoon May är numera ganska okänd i sitt hemland då namnet Jan Mayen ofta tros vara av norskt ursprung.